# Вартманштетен
Вартманштетен (њем. Wartmannstetten) општина је у округу Нојенкихен у Аустрији, држава Доња Аустрија. На попису становништва 2011. године, општина Вартманштетен је имала 1.619 становника.

## Географија
Општина Вартманштетен се налази у индустријском четврти у Доњој Аустрији. Територија општине покрива површину од 21,58 km² од чега је 53,68% површине шумовито. Терен око Вартманштетена је на југозападу брдовит, а на северу је раван. Највиша тачка је висока 685 метара надморске висине и налази се на 3 km јужно од Вартманштетена. На подручју окоВартманштетена постоји много планина са необичним називима. У околини Вартманштетена расте углавном мешовита шума.

## Клима
Подручје Шратенбаха је део хемибореалне климатске зоне. Просечна годишња температу је 8 °C (46 °F) Најтоплији месец је јул, кад је просечна температура 20 °C (68 °F), а најхладнији је јануар са −4 °C (25 °F). Просечна годишња сума падавине је 1074 мм. Највлажнији месец је јул, са просеком од 144 мм падавина, а најсушнији је децембар са 40 мм.

## Насеља
У општини Шратенбах спадају следећа осам насеља (према статистичким подацима о броју становника из јануара 2017. године):
- Диполц (100)
- Граматл (119)
- Хафнинг (142)
- Рамплах (429)
- Штрасхоф (146)
- Ундерденг (88)
- Вартманштетен (567)
- Вајбниц (28)

Општина се састоји од катастарских општина Диполц, Хафнинг, Рамплах, Штрасхоф, Ундерденг и Вартманштетен.

## Историја
У далекој прошлости ова област је била део римске провинције Норик.
Вартманштетен се први пут помиње у документу из 1192. године „Formbacher Traditionskodex“. Налазишта, истраживања и ископавања у Вартманштетену показују да је историја овог места датира још из каменог доба.

## Инкорпорирање
Дана 1. јануара 1971. године, општине Хафнинг, Рамплах, Штрасхоф и Ундерденг биле су инкорпориране у општину Вартманштетен.

## Религија
Према подацима пописа из 2001. године 85,9% становништва су били римокатолици, 2,6% евангелисти и 0,1% православци. 7,6% становништва се изјаснило да нема никакву верску припадност.

## Политика
Општинско веће је након локалних избора 2015. године подељено на следећи начин: АНП 16 мандата, СПА 3 мандата.
Градоначелници
- до 2010. Франз Хубингер (АНП)
- од 2010. Јохан Гнајс (АНП)